# Skratch Bastid

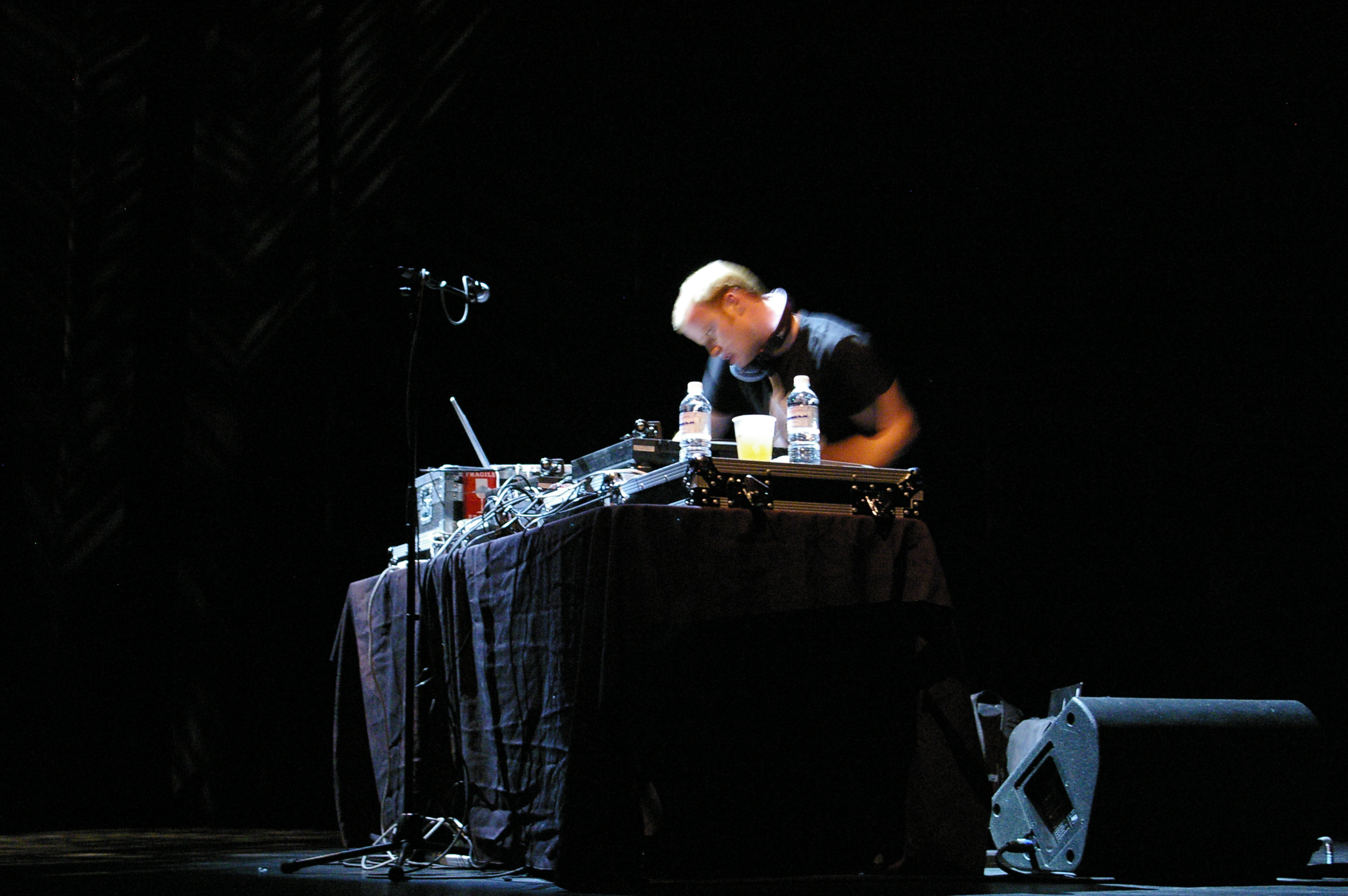
Skratch Bastid, 2008

Skratch Bastid (* 2. September 1982 in Bedford, Nova Scotia, Kanada als Paul Murphy) ist ein kanadischer DJ und für den Juno-Award nominierter Musikproduzent. Er ist dreifacher gewinner des Scribble Jam DJ Battles. Das URB beschrieb ihn als „a DJ with more than mixing up his sleeves“. Er ist globaler Botschafter und Richter für Red Bulls jährlichen Thre3style DJ-Wettbewerb.

## Karriere
Skratch Bastids Aufstieg zur Prominenz begann mit seinem Scribble Jam-Sieg 2003, und sein Rang in der Weltklasse festigte sich mit den folgenden Siegen in den Jahren 2004 und 2007. Er veröffentlichte 2005 ein gemeinsames Album mit John Smith und Pip Skid mit dem Titel Taking Care of Business auf seinem eigenen Label First Things First Records und war der erste kanadische DJ, der für seine Arbeit an Buck 65’s Album Situation für den Juno Award for Producer of the Year 2008 nominiert wurde. Für sein gemeinsames Projekt mit dem Afiara String Quartet mit dem Titel Spin Cycle wurde er 2016 für den Juno Award für das Instrumental-Album des Jahres nominiert.
Seit 2010 veranstaltet er tagsüber Blockparty-Events in verschiedenen Städten namens Bastid’s BBQ. Zu den bisherigen Headlinern gehören DJ Jazzy Jeff, DJ Premier, Just Blaze, Ali Shaheed Muhammad, Z-Trip, k-os und Grandtheft.

## Diskografie

### Alben
- Taking Care of Business (2005) (mit John Smith und Pip Skid)
- Spin Cycle (2015) (mit Afiara String Quartet)

### EPs
- The Spring Up (2013) (mit Shad)

### Singles
- I Ain’t Lazy (2005) (mit John Smith und Pip Skid)
- Limoncello (2016) (mit Shad)

### Mixtapes
- Blazin' (2003)
- Better Ask Somebody (2004)
- Get Up! (2007)
- Satisfaction Guaranteed (2008)
- 110% (2009)
- The Entertainer (2011)
- Soul Sisters, Stand Up! (2012) (mit The Gaff)
- Songs We Listened to a Lot in 2012 (2013) (mit Cosmo Baker)
- Songs We Listened to a Lot in 2013 (2014) (mit Cosmo Baker)
- Songs We Listened to a Lot in 2014 (2015) (mit Cosmo Baker)
- Songs We Listened to a Lot in 2015 (2016) (mit Cosmo Baker)
- Songs We Listened to a Lot in 2016 (2017) (mit Cosmo Baker)

### Productions
- Buck 65 - Situation (2007)
- Shad - Yall Know Me, Fam Jam, He Say She Say, Dreams, und Stylin von Flying Colours (2013)